# Alberto Manzi

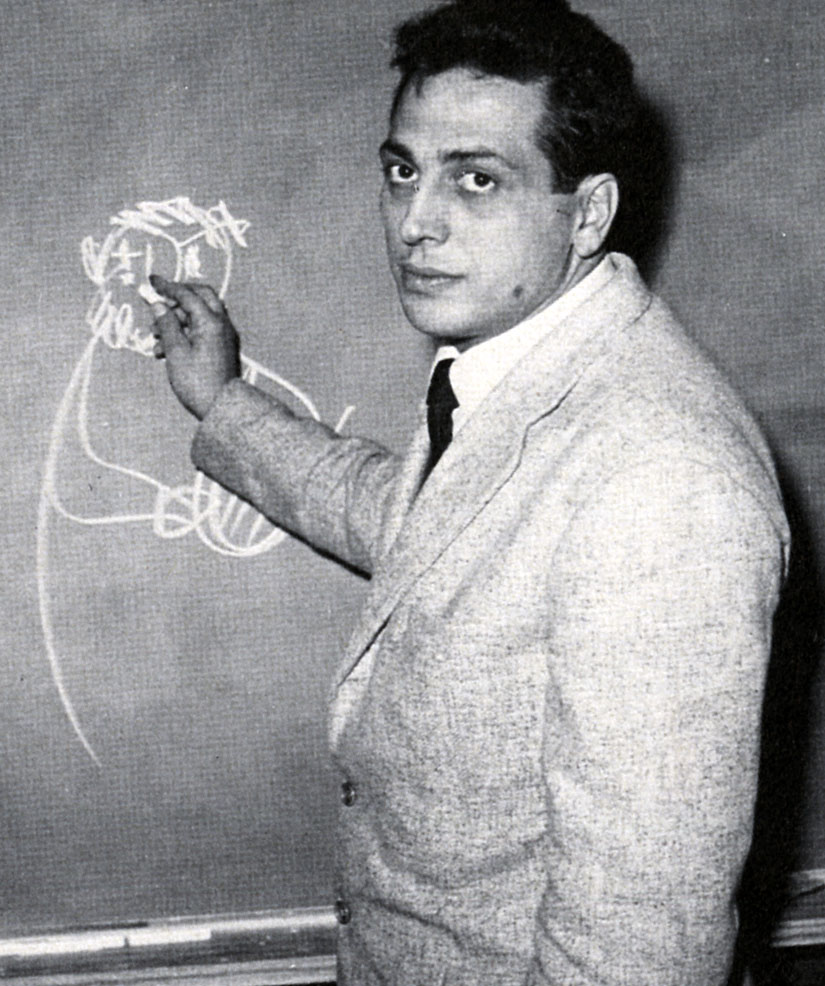

Alberto Manzi (Roma, 3 de noviembre de 1924 - Pitigliano, 4 de diciembre de 1997), fue profesor de escuela, escritor y presentador de televisión italiana, conocido sobre todo por ser el presentador del programa televisivo "Non è mai troppo tardi" (nunca es demasiado tarde) retransmitido entre los años 1959 y 1968.

## Biografía
Realizó estudios de marina antes de terminar sus estudios primarios en la universidad y llegó a cruzar simultáneamente tres carreras, biología, pedagogía y filosofía.
Trabajó como educador en una prisión de adolescentes de Roma antes de ejercer como profesor de escuela.
Fue escogido para presentar el programa televisivo "Non è mai troppo tardi", que lo convirtió en una celebridad y que le llevó a ser reconocido como una gran ayuda en la lucha social en contra de analfabetismo.
El programa televisivo retransmitía lecciones de la vida real en un aula de escuela primaria, con conceptos revolucionarios en los métodos didácticos en esos momentos (Manzi rompía los guiones que le eran entregados e improvisaba las lecciones).
Retransmitido durante casi una década, causó gran interés y relevancia social: se estima que casi millón y medio de espectadores fueron capaces de conseguir conocimientos similares a los adquiridos en la enseñanza primaria con estas innovadoras clases de aprendizaje a distancia, de hecho, llevó a cabo un segundo curso, siendo realizado éste por las tardes, teniendo lugar antes de la cena. Manzi utilizaba grandes lienzos de papel colocados sobre un trípode donde escribía, con la ayuda de un bastón de carbón, simples letras o palabras, siendo siempre acompañado de un dibujo poco atractivo como referencia. En otros casos utilizaba un proyector (algo muy impresionante para esos tiempos). La ERI (editorial de la RAI) publicaba los materiales auxiliares para las lecciones, como cuadernos o facsímiles.
Una vez finalizado el programa y tras algunas breves y esporádicas apariciones en radio y televisión con temas relacionados con la educación, Manzi se dedica a la enseñanza a tiempo completo, apareciendo de vez en cuando en campañas de alfabetización para extranjeros del italiano.
En Roma y otras ciudades italianas se fundaron varias escuelas con el nombre de Alberto Manzi, dedicadas en su honor.
Fue alcalde de Pitigliano del partido Izquierda Democrática entre los años 1995 y 1997.
También publicó varias novelas, de las cuales la más famosa de es Orzowei (1955), de la que se extrajo una serie televisiva para la "Tv dei ragazzi" (una cadena especialmente para niños ya desaparecida).